# Heinz Lohmann
Pour les articles homonymes, voir Lohmann.
Heinz Lohmann, né le 8 novembre 1934 à Gevelsberg et mort le 11 mars 2001 à Berlin, est un organiste allemand.

## Carrière
Il fait des études musicales à l'académie de Detmold, suit des cours avec Helmut Kahlöfer et Michael Schneider. En 1958-1959,  il est organiste titulaire de la christuskirche (église du Christ) de Wolfsbourg. À Paris où il travaille avec Gaston Litaize, il tient l'orgue de l'église allemande luthérienne (rue Blanche). De 1961 à 1971, il officie à la tribune de la Christuskirche de Düsseldorf puis est nommé titulaire des orgues de l'église Zum Heilsbronnen à Berlin.
Il a enregistré l'intégrale de l'œuvre pour orgue de Max Reger, publié une édition critique de l'œuvre pour orgue de Bach chez l'éditeur Breitkopf & Härtel et réédité l'ouvrage de Georg Rietschel le rôle de l'orgue aux offices religieux jusqu'au XVIIIe siècle.

## Source
- Alain Pâris, Dictionnaire des interprètes, Bouquins/Laffont, 1989, p.566